# Anomalia do Atlântico Sul

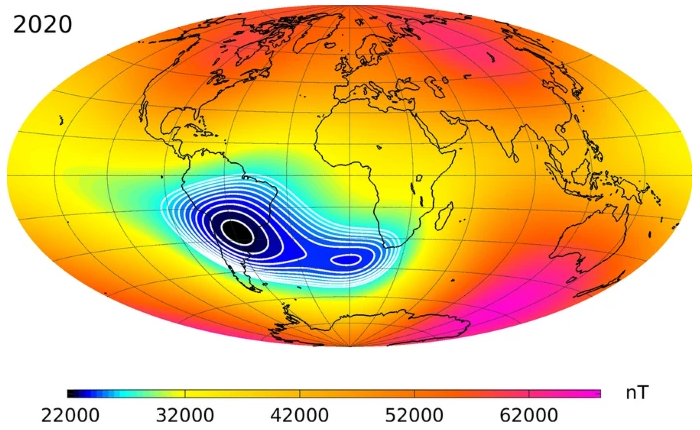
Campo magnético da Terra, em 2020.

A Anomalia Magnética do Atlântico Sul, AMAS ou SAA (do inglês, South Atlantic Anomaly) é uma região onde a parte mais interna do cinturão de Van Allen tem a máxima aproximação com a superfície da Terra. O resultado é que para uma dada altitude, a intensidade de radiação é mais alta nesta região do que em qualquer outra.
A AMAS é produzida por um "mergulho" no campo magnético terrestre nesta região, causada pelo fato de que o centro do campo magnético terrestre esta deslocado em relação ao centro geográfico por 450 km.
A anomalia do Atlântico Sul afeta satélites e outras espaçonaves com órbitas a algumas centenas de quilômetros de altitude e com inclinações orbitais entre 35° e 60°. Nessas órbitas, os satélites passam periodicamente pela AMAS, ficando expostos durante vários minutos às fortes radiações que ali existem. A Estação Espacial Internacional, orbitando com uma inclinação de 51,6 °, necessitou de um revestimento especial para lidar com o problema. O Telescópio Espacial Hubble não faz observações enquanto está passando pela região.
A AMAS sofre um deslocamento para a direção oeste, cuja velocidade de deslocamento é de 0,3 ° por ano. A taxa de deslocamento é muito próxima da rotação
diferencial entre o núcleo da Terra e sua superfície, estimada estar entre 0,3 ° e 0,5 ° por ano.

## Posição e forma

Uma visão transversal do cinturão de VanAllen, destacando o ponto onde ocorre a AMAS.

O cinturão de Van Allen, é simétrico em relação aos eixos magnéticos da Terra, que por sua vez é inclinado em -11 graus em relação ao eixo de rotação do nosso planeta. A intercessão entre os eixos magnéticos e de rotação, não está localizado no centro da Terra, mas sim, cerca de 500 km para o Norte. Devido a esta assimetria, a região mais interna do cinturão Van Allen, fica mais próxima a cerca de 200 km de altitude da superfície da Terra na região Sul do Oceano Atlântico, e mais afastada sobre o Norte do Oceano Pacífico.
Uma das razões para esta variação, é que se representarmos o magnetismo da Terra por uma barra magnética de pequenas dimensões mas grande intensidade, a melhor descrição é obtida, colocando essa barra, não no centro da Terra, mas sim, a alguma distância desse centro, na direção aproximada de Singapura. Como resultado, sobre a América do Sul e o Atlântico Sul, próximo ao ponto antipodal de Singapura, o campo magnético é relativamente fraco, resultando numa menor repulsão às partículas do cinturão de radiação nessa área, e como resultado, essas partículas alcançam regiões mais baixas da atmosfera superior.
O formato da área da AMAS sofre alterações ao longo do tempo. Desde a sua descoberta em 1958, os limites ao Sul desta área permanecem relativamente constantes, enquanto uma expansão constante tem sido registrada nos limites Norte, Noroeste, Nordeste e Leste. Além disso, a forma e a densidade das partículas varia diuturnamente, com a maior concentração de partículas ocorrendo ao meio-dia local. A uma altitude de cerca de 500 km, a área da AMAS se expande entre -50° e 0° de latitude geográfica e -90° e +40° de longitude. A parte de maior intensidade da AMAS se desloca para Oeste à velocidade de cerca de 0,3 graus por ano. A taxa com a qual a AMAS se desloca, está bem próxima do diferencial de rotação entre o núcleo da Terra e a sua superfície, que é estimado entre 0,3 e 0,5 graus por ano.
A literatura atual sobre o assunto sugere que um lento enfraquecimento do campo geomagnético é uma das várias causas nas alterações nas fronteiras da AMAS desde a sua descoberta. Enquanto esse enfraquecimento continuar, mais a região interna do cinturão se aproxima da Terra, com a consequente expansão da área da AMAS em determinadas altitudes.

## Sul do Brasil
As correntes que fluem na ionosfera induzem campos elétricos em elementos metálicos de grandes extensões na superfície da Terra, tais como estradas de ferro, linhas de transmissão de alta potência, tubulações metálicas e grandes estruturas mecânicas. Durante uma tempestade geomagnética de grande magnitude, a ionização (indução) de corrente elétrica excede a centenas de amperes e as consequências de tal são imprevisíveis, podendo inclusive ser catastróficas ao sistema em que fluem.
Vários institutos de pesquisas de todo planeta estão tentando desenvolver métodos de previsão das Correntes Geomagnéticas Induzidas (GICs), usando modelos físicos da magnetosfera, da ionosfera, da condutividade global e do campo magnético terrestre. A leitura pode ser obtida através de satélites que capturam dados e índices para análise. O campo elétrico e magnético na superfície pode ser desta forma determinado com antecedência, permitindo assim que um alerta de uma GIC seja calculado para redes condutoras com antecedência.
As mudanças do campo estão intimamente ligadas às variações do ciclo solar e são manifestações do clima espacial. O fato do campo geomagnético responder às condições solares pode ser útil na investigação da física terrestre. As variações magnetoenergéticas, por assim dizer, podem criar certos tipos de efeitos ainda desconhecidos, mas que estão aos poucos a ser descobertos. Muitos fenômenos sem uma causa primária hoje são atribuídos diretamente às condições climático-espaciais. Existe, por exemplo, o perigo geomagnético, que pode causar danos em equipamentos e sistemas de alta tecnologia.

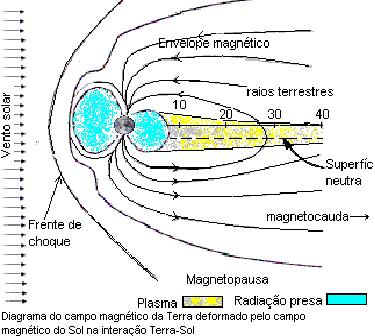
Deformação da magnetosfera.

O campo magnético da Terra é deformado pelo campo magnético do Sol, na interação Terra-Sol. Uma vez que explosões solares ocorrem ciclicamente, na Terra as tempestades magnéticas seguem o mesmo ciclo, devido à conexão do campo magnético do Sol com o campo magnético da Terra. A conexão magnética direta não é o estado normal do ambiente espacial. Porém, quando partículas altamente energéticas se propagam ao longo das linhas magnéticas, podem ser incorporadas à magnetosfera terrestre, gerar correntes e estando assim a fazer o campo magnético submeter-se à variação dependente do tempo.
No Sul do Brasil, no Estado do Paraná, município de Paula Freitas se localiza um Laboratório de Pesquisas em Geomagnetismo do Instituto de Aeronáutica e Espaço, IAE, ligado ao Comando Geral de Tecnologia Aeroespacial, CTA, chamado Campus de Pesquisas Geofísicas Major Edsel de Freitas Coutinho, é um Campus de Pesquisas, cuja finalidade principal é o estudo da Anomalia Geomagnética do Atlântico Sul e seus efeitos em âmbito regional e global. É mantido atualmente (2007) pelas Faculdades Integradas 'Espírita', UNIBEM. O campus de pesquisas está próximo ao epicentro da Anomalia Magnética que afeta a Ionosfera, desde a Cordilheira dos Andes até a África do Sul, no sentido Oeste - Leste, e no sentido Norte - Sul, em toda a América do Sul.

## Ionosfera e campo magnético terrestre
A Ionosfera é composta por camadas segundo o grau de ionização. Estas se dividem em "D", "E", "F1" e "F2". O aparecimento da camada D é ao amanhecer, acumula energia por absorção até o pôr do Sol. Na medida em que o horário avança, aumenta significativamente o número de íons, permanecendo até após o anoitecer.
A quantidade de íons na camada D atinge o pico no final da tarde, a região é a que menos refrata ondas de rádio e praticamente não as reflete. As frequências mais afetadas pela absorção estão situadas abaixo dos 10 MHz, portanto, quando está muito ionizada pode causar o fechamento de propagação naqueles comprimentos de onda durante o dia. Acima da camada D está a camada E e a camada E esporádica, que estão localizadas abaixo das camadas F1 e F2 (durante o dia). Sua altitude média é entre 80 km e 100 km até aproximadamente 140 km.
A camada D é rica em ruídos de baixas frequências, que se propagam por milhares de quilômetros e podem ser utilizados para se verificar a influência da ionização do Sol. A Magnetosfera é a região definida pela interação do plasma magnetizado do Sol com a região magnetizada da Terra, em que os processos eletrodinâmicos são basicamente comandados pelo campo magnético intrínseco do planeta e sua interação com a estrela. Sua morfologia, numa visão simples, é semelhante a uma bolha comprimida na parte frontal ao fluxo estelar incidente no astro e distendida no sentido do afastamento desse fluxo. A magnetosfera terrestre, por assim dizer, apresenta a parte frontal a aproximadamente 10 raios terrestres, uma espessura de 30-50 raios terrestres e uma cauda que se alonga a mais de 100 raios terrestres. Mesmo um astro sem campo magnético pode apresentar uma magnetosfera induzida, que é consequência das correntes elétricas sustentadas pela ionosfera existente.
A Terra aparentemente se comporta como um dipolo perfeito onde existe a transmissão ideal de forças entre os dois polos, porém, devida inclinação de 11,5 graus em relação ao eixo de rotação, os polos são assimétricos. Medindo-se a intensidade do campo magnético vertical, na profundidade de 2.900 quilômetros, na interface manto-núcleo, é possível observar as variações magnéticas. Para tal foi desenvolvida uma técnica pelo Instituto de Geociências  da Universidade de São Paulo. Além dos pontos de fluxo reverso é possível perceber o movimento de duas colunas de convecção (representativas, que fazem parte dos modelos teóricos de geração do campo), que rotacionam em torno do eixo terrestre, influenciando na geração do campo que se observa na superfície

## Histórico de Pesquisas
Seguem os principais projetos de pesquisas sobre o AMAS.
| Nome                                   | Instrumento                              | Data de Início | Comentário                                               |
| -------------------------------------- | ---------------------------------------- | -------------- | -------------------------------------------------------- |
| International Geophysical Year (parte) | Explorer I Satellite                     | 31/01/1958     | Quando o Cinturão de Van Allen foi descoberto            |
| International Geophysical Year (parte) | Explorer III Satellite                   | 26/03/1958     | Quando o Cinturão de Van Allen foi estudado pela 1a vez. |
| Projeto SAAP                           | South Atlantic Anomaly Probe (NASA/CNAE) | 11/06/1968     | Apoio ao Projeto Apollo                                  |
| European Remote-Sensing Satellite      | ERS-1 Satellite                          | 17/07/1991     |                                                          |
| European Remote-Sensing Satellite      | ERS-2 Satellite                          | 21/04/1995     |                                                          |
| Radiation Belt Storm Probes (RBSP)     | 2 RBSP Satellites                        | 30/08/2012     |                                                          |